# Grönländische Fußballmeisterschaft 1999
Die Grönländische Fußballmeisterschaft 1999 war die 37. Spielzeit der Grönländischen Fußballmeisterschaft.
Meister wurde zum vierten Mal B-67 Nuuk.

## Teilnehmer
Folgende Mannschaften nahmen an der Meisterschaft teil. Teilnehmer der Schlussrunde sind fett.
- FC Malamuk Uummannaq
- Disko-76 Qeqertarsuaq
- I-69 Ilulissat
- N-48 Ilulissat
- Kugsak-45 Qasigiannguit
- NBK-88 Niaqornaarsuk
- SAK Sisimiut
- Kâgssagssuk Maniitsoq
- B-67 Nuuk
- B-67 Nuuk II
- NÛK
- Nagtoralik Paamiut
- N-85 Narsaq
- K-33 Qaqortoq
- QAA Qaqortoq

## Modus
Erstmals seit langem wurde offenbar keine zweistufige Qualifikation mehr ausgetragen. Die 15 Mannschaften wurden in drei regionale Gruppen mit vier bis sechs Mannschaften eingeteilt, von denen sich die besten acht für die Schlussrunde qualifizierten. Diese wurde in zwei Vierergruppen ausgetragen, wonach eine K.-o.-Phase folgte.

## Ergebnisse

### Qualifikationsrunde

#### Nordgrönland
| Pl. | Verein                  | Sp. | S | U | N | Tore    | Diff. | Punkte |
| --- | ----------------------- | --- | - | - | - | ------- | ----- | ------ |
| 1.  | Kugsak-45 Qasigiannguit | 5   | 5 | 0 | 0 | 029:400 | +25   | 15     |
| 2.  | N-48 Ilulissat          | 5   | 3 | 1 | 1 | 020:800 | +12   | 10     |
| 3.  | Disko-76 Qeqertarsuaq   | 5   | 2 | 2 | 1 | 020:120 | +8    | 08     |
| 4.  | I-69 Ilulissat          | 5   | 2 | 1 | 2 | 016:700 | +9    | 07     |
| 5.  | FC Malamuk Uummannaq    | 5   | 1 | 0 | 4 | 010:200 | −10   | 03     |
| 6.  | NBK-88 Niaqornaarsuk    | 5   | 0 | 0 | 5 | 004:480 | −44   | 0      |

#### Mittelgrönland
| Pl. | Verein                | Sp. | S | U | N | Tore    | Diff. | Punkte |
| --- | --------------------- | --- | - | - | - | ------- | ----- | ------ |
| 1.  | B-67 Nuuk             | 4   | 3 | 1 | 0 | 014:200 | +12   | 10     |
| 2.  | NÛK                   | 4   | 3 | 0 | 1 | 012:300 | +9    | 09     |
| 3.  | SAK Sisimiut          | 4   | 2 | 1 | 1 | 020:500 | +15   | 07     |
| 4.  | Kâgssagssuk Maniitsoq | 4   | 1 | 0 | 3 | 004:120 | −8    | 03     |
| 5.  | B-67 Nuuk II          | 4   | 0 | 0 | 4 | 002:300 | −28   | 0      |

#### Südgrönland
Vermutlich wegen der sportlichen Irrelevanz wurde das letzte Spiel zwischen Nagtoralik Paamiut und QAA Qaqortoq nicht mehr ausgetragen.
| Pl. | Verein             | Sp. | S | U | N | Tore    | Diff. | Punkte |
| --- | ------------------ | --- | - | - | - | ------- | ----- | ------ |
| 1.  | K-33 Qaqortoq      | 6   | 4 | 1 | 1 | 039:900 | +30   | 13     |
| 2.  | N-85 Narsaq        | 6   | 4 | 1 | 1 | 024:130 | +11   | 13     |
| 3.  | Nagtoralik Paamiut | 5   | 2 | 0 | 3 | 009:140 | −5    | 06     |
| 3.  | QAA Qaqortoq       | 5   | 0 | 0 | 5 | 006:420 | −36   | 0      |

### Schlussrunde

#### Vorrunde
Gruppe A
| Pl. | Verein                  | Sp. | S | U | N | Tore    | Diff. | Punkte |
| --- | ----------------------- | --- | - | - | - | ------- | ----- | ------ |
| 1.  | B-67 Nuuk               | 3   | 3 | 0 | 0 | 013:200 | +11   | 09     |
| 2.  | Kugsak-45 Qasigiannguit | 3   | 2 | 0 | 1 | 009:400 | +5    | 06     |
| 3.  | N-85 Narsaq             | 3   | 1 | 0 | 2 | 006:600 | ±0    | 03     |
| 4.  | SAK Sisimiut            | 3   | 0 | 0 | 3 | 003:130 | −10   | 0      |

|                         | Ergebnis |                         |
| ----------------------- | -------- | ----------------------- |
| B-67 Nuuk               | 7:1      | SAK Sisimiut            |
| Kugsak-45 Qasigiannguit | 4:1      | N-85 Narsaq             |
| B-67 Nuuk               | 2:1      | Kugsak-45 Qasigiannguit |
| SAK Sisimiut            | 1:2      | N-85 Narsaq             |
| SAK Sisimiut            | 1:4      | Kugsak-45 Qasigiannguit |
| B-67 Nuuk               | 4:0      | N-85 Narsaq             |

Gruppe B
| Pl. | Verein                | Sp. | S | U | N | Tore    | Diff. | Punkte |
| --- | --------------------- | --- | - | - | - | ------- | ----- | ------ |
| 1.  | K-33 Qaqortoq         | 3   | 2 | 1 | 0 | 008:300 | +5    | 07     |
| 2.  | NÛK                   | 3   | 2 | 0 | 1 | 003:100 | +2    | 06     |
| 3.  | Disko-76 Qeqertarsuaq | 3   | 1 | 0 | 2 | 006:600 | ±0    | 03     |
| 4.  | N-48 Ilulissat        | 3   | 0 | 1 | 2 | 004:110 | −7    | 01     |

|                       | Ergebnis |                       |
| --------------------- | -------- | --------------------- |
| K-33 Qaqortoq         | 4:0      | Disko-76 Qeqertarsuaq |
| N-48 Ilulissat        | 0:2      | NÛK                   |
| K-33 Qaqortoq         | 3:3      | N-48 Ilulissat        |
| Disko-76 Qeqertarsuaq | 0:1      | NÛK                   |
| Disko-76 Qeqertarsuaq | 6:1      | N-48 Ilulissat        |
| K-33 Qaqortoq         | 1:0      | NÛK                   |

#### Platzierungsspiele
Halbfinale
| Datum           |                         | Ergebnis                   |               | Ort  |
| --------------- | ----------------------- | -------------------------- | ------------- | ---- |
| 28. August 1999 | B-67 Nuuk               | 3:1                        | NÛK           | Nuuk |
| 28. August 1999 | Kugsak-45 Qasigiannguit | 2:2 n. V. (0:0); 8:7 i. E. | K-33 Qaqortoq | Nuuk |

Spiel um Platz 7
| Datum           |                | Ergebnis |              | Ort  |
| --------------- | -------------- | -------- | ------------ | ---- |
| 29. August 1999 | N-48 Ilulissat | 3:0      | SAK Sisimiut | Nuuk |

Spiel um Platz 5
| Datum           |                       | Ergebnis |             | Ort  |
| --------------- | --------------------- | -------- | ----------- | ---- |
| 29. August 1999 | Disko-76 Qeqertarsuaq | 5:0      | N-85 Narsaq | Nuuk |

Spiel um Platz 3
| Datum           |               | Ergebnis |     | Ort  |
| --------------- | ------------- | -------- | --- | ---- |
| 30. August 1999 | K-33 Qaqortoq | 3:1      | NÛK | Nuuk |

Finale
| Datum           |           | Ergebnis  |                         | Ort  |
| --------------- | --------- | --------- | ----------------------- | ---- |
| 30. August 1999 | B-67 Nuuk | 3:1 (2:0) | Kugsak-45 Qasigiannguit | Nuuk |